# 洛夫諾湖
68°30′14″N 30°0′6″E / 68.50389°N 30.00167°E
洛夫諾湖（羅馬化：Lovno），是俄羅斯的湖泊，位於該國西北部，由摩爾曼斯克州負責管轄，處於科拉區，長14公里、寬1公里，面積10.4平方公里，海拔高度131米。